# Popillia mutabilis
Popillia mutabilis är en skalbaggsart som beskrevs av Ohaus 1897. Popillia mutabilis ingår i släktet Popillia och familjen Rutelidae. Inga underarter finns listade i Catalogue of Life.